# 1947–1948-as osztrák labdarúgó-bajnokság (első osztály)
Az 1947–1948-as osztrák labdarúgó-bajnokság az osztrák labdarúgó-bajnokság legmagasabb osztályának harminchetedik alkalommal megrendezett bajnoki éve volt. 
A pontvadászat 10 csapat részvételével zajlott. A bajnokságot a Rapid Wien csapata nyerte.  

## A bajnokság végeredménye
| #  | Csapat           | M  | Gy | D | V  | RG | KG | P  |
| -- | ---------------- | -- | -- | - | -- | -- | -- | -- |
| 1  | SK Rapid Wien    | 18 | 13 | 2 | 3  | 55 | 23 | 28 |
| 2  | SC Wacker        | 18 | 13 | 1 | 4  | 60 | 19 | 27 |
| 3  | FK Austria Wien  | 18 | 9  | 4 | 5  | 74 | 36 | 22 |
| 4  | Wiener Sportclub | 18 | 9  | 3 | 6  | 36 | 29 | 21 |
| 5  | FC Wien          | 18 | 9  | 3 | 6  | 33 | 28 | 21 |
| 6  | SK Admira Wien   | 18 | 7  | 5 | 6  | 26 | 36 | 19 |
| 7  | First Vienna FC  | 18 | 8  | 2 | 8  | 47 | 46 | 18 |
| 8  | SC Rapid Oberlaa | 18 | 4  | 2 | 12 | 20 | 57 | 10 |
| 9  | Floridsdorfer AC | 18 | 3  | 3 | 12 | 21 | 47 | 9  |
| 10 | Wiener AC        | 18 | 2  | 1 | 15 | 17 | 68 | 5  |

- A Rapid Wien az 1947-48-as szezon bajnoka.
- Az Wiener AC kiesett a másodosztályba (2. Klasse).